# Лучина
Лучи́на (луч, драночка, щепань, псковск. личи́нка, лук, лучини́на, лу́чинина, лучи́нинца, тверск. гне́тья, смоленск. расчи́на) — тонкая пластинка (щепка) из сухого дерева, использовавшаяся для освещения или для растопки печей и розжига костров. Лучина была довольно длинной и узкой, достигая 70 см в длину и 10 см в ширину. 

## Описание
Лучины изготовляли из хорошо просушенных берёзовых, осиновых, кленовых, дубовых и ясеневых поленьев. Перед изготовлением лучин полено распаривали в печи (в частности, могли помещать в чугунок с кипятком), после чего полено надкалывали с одного конца примерно на 15 см с помощью ножа (как и обычного, так и специального ножа-косаря большого размера) или припечного топорика. После этого надколотое на несколько рядов полено раздирали на щепки руками. В качестве исходного материала для лучины достаточно высоко ценился осмол, дающий устойчивое и яркое, хотя и коптящее, пламя за счёт содержащихся в древесине смолистых терпенов. Лучины закреплялись в горизонтальном положении, слегка под углом, в так называемых светцах — металлическом или деревянном с металлическим верхом светильнике, под которых ставили сосуды с водой, что предотвращало пожароопасность (в воду падали угольки от лучины), кроме того, вода отражала свет от лучины. Впрочем, лучина сама по себе освещала относительно небольшую площадь. Для получения большей интенсивности света использовалось несколько светцов, а в праздничные дни в светцах зажигалось несколько лучин одновременно.
Лучины были основным источником света в крестьянских избах до конца XIX века. Использовались лучины в русском крестьянском быту вплоть до начала XX века (в некоторых местах употреблялись вплоть до 1920-1930-х годов), будучи вытесненными более современными средствами освещения — свечами, керосиновыми и масляными лампами, а позднее и электрическим освещением. Причиной тому являлась чрезмерная отдалённость некоторых малых деревень — туда не представлялось возможным тянуть электрические сети, в то время как плюсами лучин были их простота и доступность.

## В культуре
- Фразеологизм «Жив курилка», по мнению авторов Словаря русской фразеологии[какого?], этот оборот является осколком традиционной игровой формулы. Эта народная игра заключалась в передаче зажжённой или тлеющей лучины из рук в руки до тех пор, пока она не гасла. Игра сопровождалась песней:

Жив, жив курилка!

Жив, жив, да не умер.

А у нашего курилки

Ножки долгеньки,

Душа коротенька.
Под курилкой в этой песне подразумевается горящая лучина (от древнерусского глагола др.-рус. курити — «разжигать, раскладывать огонь, тлеть, едва гореть»). У древних[каких?] горящий огонь ассоциировался с жизнью, а угасание огня — со смертью. Оборот «Жив курилка!» давно утратил связь с игрой. Теперь это просто одно из многих и многих устойчивых выражений, которое произносится с оттенком иронии, насмешки.
- Лучина упоминается в песне «То не ветер ветку клонит» (стихи С. Стромилова, музыка А. Варламова):

Извела меня кручина,

Подколодная змея!..

Догорай, моя лучина,

Догорю с тобой и я!

### Поговорки
- Придёт кручина, как нет ни дров, ни лучины.
- Лучина с верою, чем не свеча?
- Не видал ты меня в красный день да при лучине.
- Посмотреть на него в красный день в белой рубашке да при лучинке.
- Пошли наши лучинушки плясать!
- Никого не бей лучиной: сухота нападёт.
- Лучина трещит и мечет искры, к ненастью.
- Лучина трещит, пыл с визгом по лучине, к морозу[5].